# Gaspard Augé
Gaspard Augé (urodzony 21 maja 1979 roku w Besançon) – francuski muzyk i grafik. Jest jednym z dwóch członków francuskiego zespołu muzyki elektronicznej Justice.

## Biografia
Augé urodził się w rodzinie protestanckich robotników przemysłowych z Besançon we Francji. Jest bratankiem André Marcela Augé, którego ojciec André Augé założył Augé Découpage, firmę metalurgiczną należącą obecnie do Diehl Metall.
Swój pierwszy projekt muzyczny stworzył z swoim kuzynem Théo Vuarnetem o nazwie Microloisir (Back in your Eyes), nagranym w jego domu za pomocą mikrofonu komputerowego i sekwencera Ableton. Później został retro-futurystycznym grafikiem pod pseudonimem Gaspirator i zaprojektował koszulki dla Sixpack France.
W 2003 roku Augé poznał Xaviera de Rosnay dzięki ich wspólnemu znajomemu, de Rosnay był wówczas studentem grafiki, a Gaspard pracował jako grafik. Połączyła ich wspólna pasja do muzyki elektronicznej. Ich kariera rozpoczęła się gdy razem wyprodukowali utwór "Sure You Will" do składanki Musclorvision "Hits Up to You", konceptu który zakładał, że każdy utwór był zaprojektowany by brzmieć jako piosenka do konkursu muzyki Eurowizja.
W 2010 roku zaprojektował okładki dla Silver Island, Fan Out Remixes i Ultra Light EP Surkin'a. Gaspard został również wybrany do skomponowania muzyki do filmu Quentina Dupieux'a Mordercza Opona. Gaspard występuje w filmie w roli autostopowicza.
Pomiędzy 2020 a 2021 rokiem, Augé był współproducentem drugiego albumu Kavinsky'ego.
W 2021 roku Augé ogłosił wydanie swojego pierwszego solowego albumu studyjnego, Escapades, który został wydany 25 czerwca 2021 roku.

## Dyskografia
| Tytuł     | Szczegóły | Szczytowe pozycje na listach przebojów | Szczytowe pozycje na listach przebojów | Szczytowe pozycje na listach przebojów |
| Tytuł     | Szczegóły | Francja                                | Belgia                                 | Szwajcaria                             |
| --------- | --- | -------------------------------------- | -------------------------------------- | -------------------------------------- |
| Escapades | - Wydany: 25 czerwca 2021 roku. - Wydawnictwo: Because Music - Format: Winyl, CD, Digital Download, streaming | 47                                     | 55                                     | 62                                     |